# 小行星8544
小行星8544（英語：8544 Sigenori）是一颗围绕太阳公转的小行星。1993年12月17日，小林隆男在大泉天文台发现了此天体。
这颗小行星的绝对星等为317.07725等。